# Soroksári út rendező vasútállomás
Soroksári út rendezőpályaudvar egy budapesti rendezőpályaudvar. Személyforgalma nincs.

## Jellemzői
A részben villamosított rendezőpályaudvar körülbelül észak–déli elrendezésű. Nyugati oldalán a Nagyvásártelep romjai, ipartelepek és a Ráckevei-Duna-ág, keleti oldalán a Budapest–Kunszentmiklós-Tass–Kelebia-vasútvonal, a H6-os HÉV (Ráckevei HÉV) vonala, majd a Soroksári út található. Északi részén egy vágánnyal csatlakozik Soroksári út vasútállomáshoz. Déli, kijárati váltókörzetéből kanyarodik fel a Gubacsi hídra a csepeli iparvidékre vezető vontatóvágány, amelyen a Csepel Művek és a Szabadkikötő iparvágányai irányában komoly mértékű teherforgalom zajlik.

## Képtár

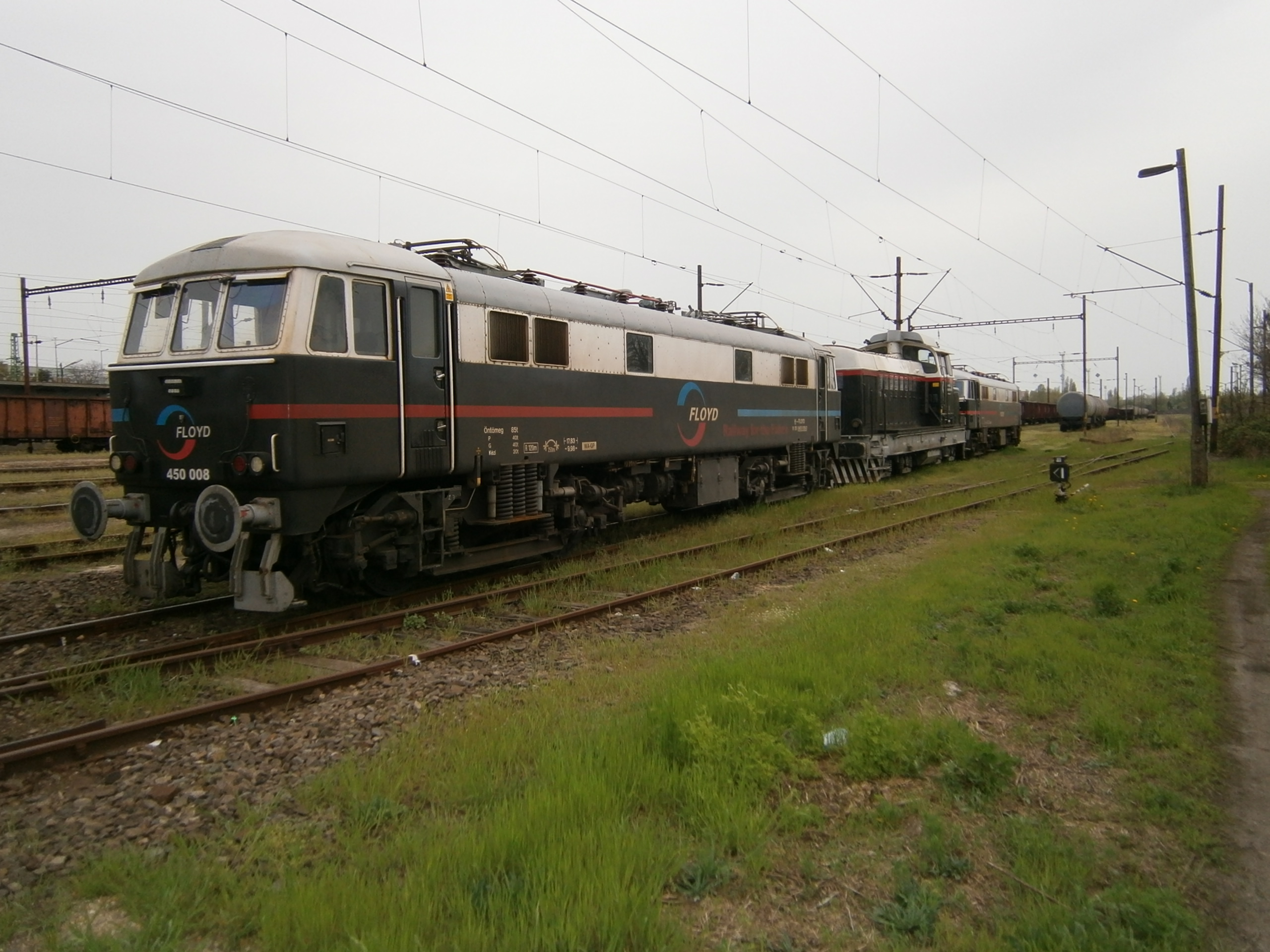
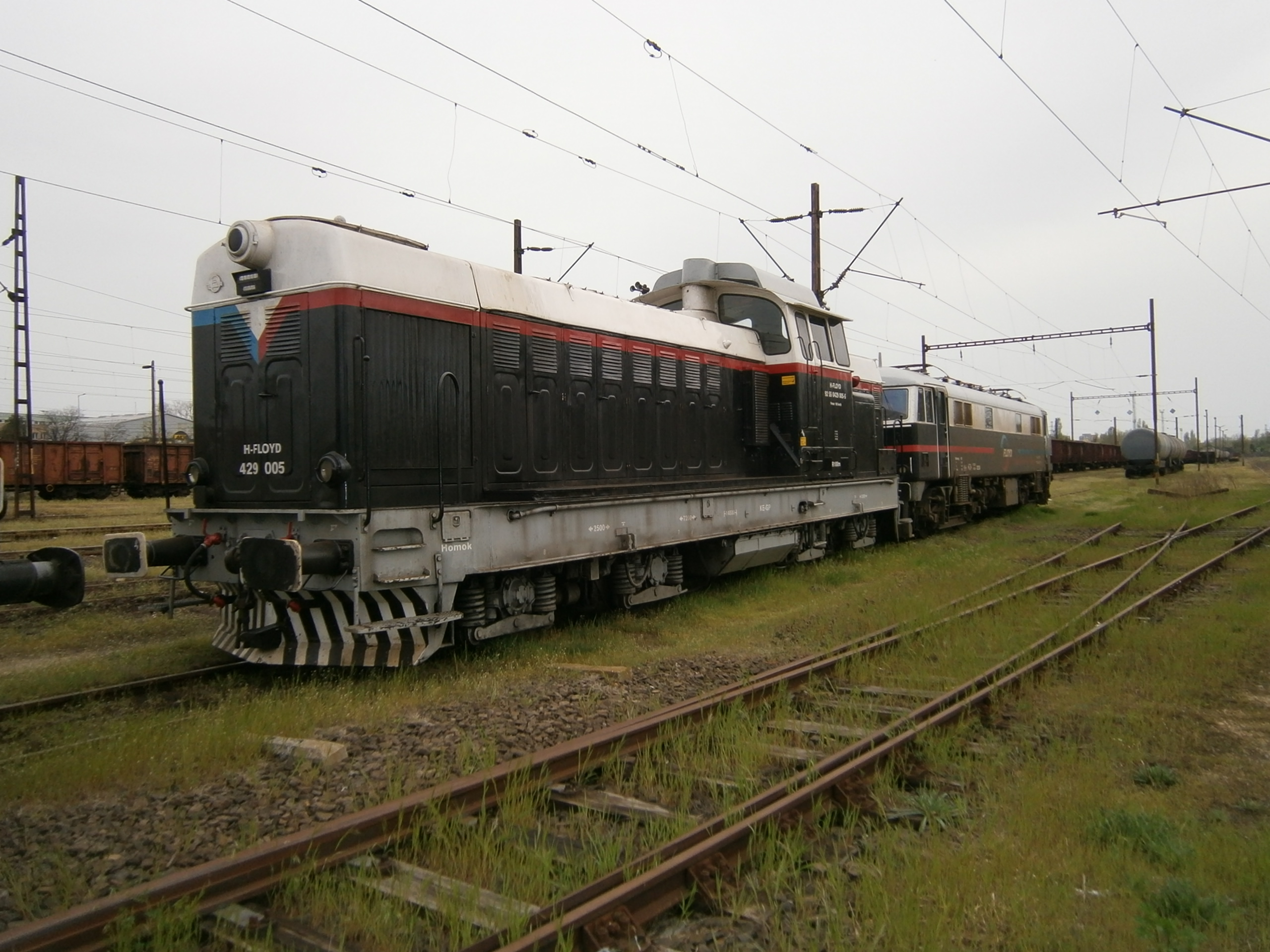
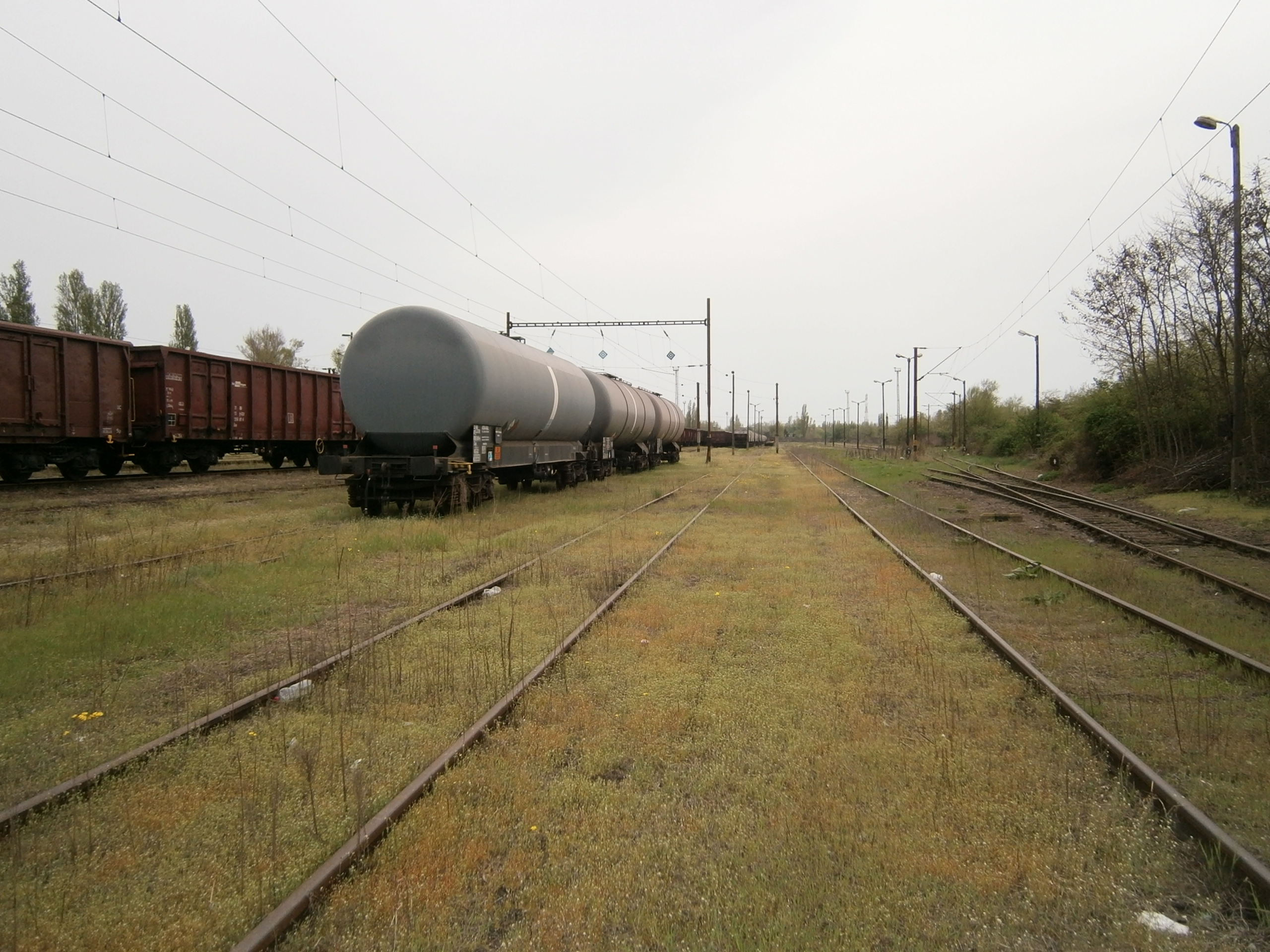
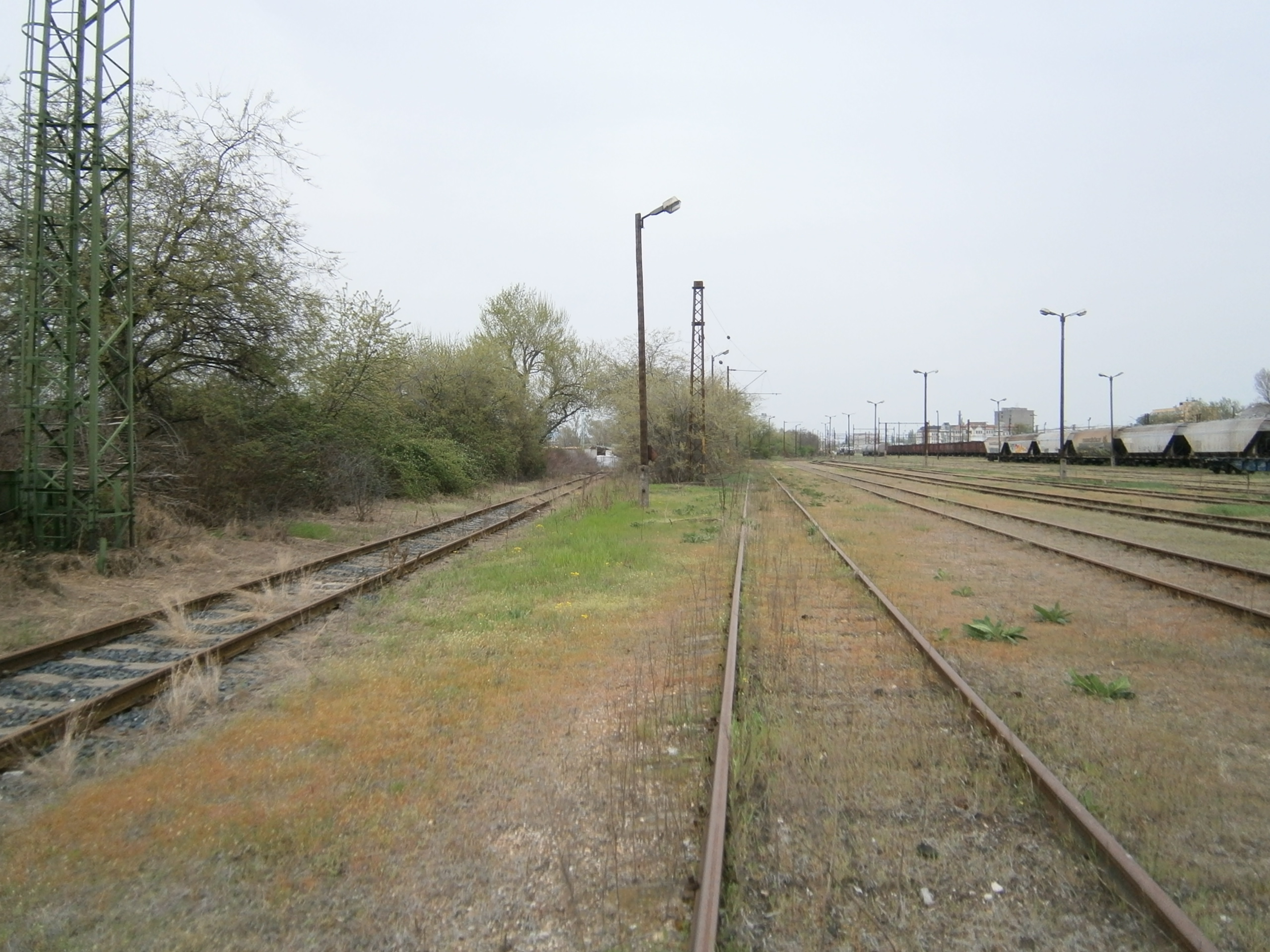
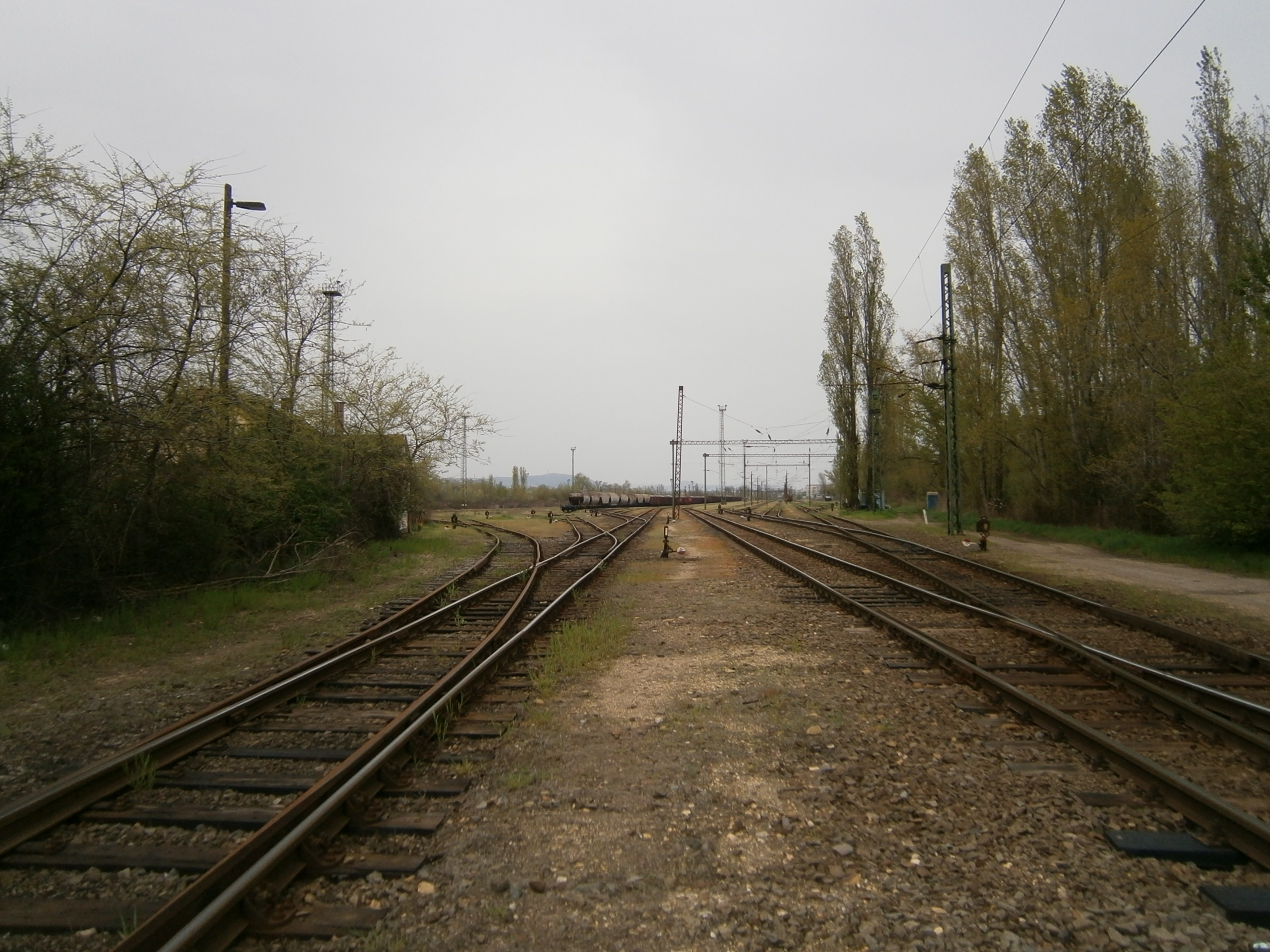